# Renier Mora
Renier Mora Jiménez (28 de agosto de 1993) es un deportista cubano que compite en piragüismo en la modalidad de aguas tranquilas. Ganó dos medallas en los Juegos Panamericanos, oro en 2015 y plata en 2019.

## Palmarés internacional
| Juegos Panamericanos | Juegos Panamericanos | Juegos Panamericanos | Juegos Panamericanos |
| Año                  | Lugar                | Medalla              | Competición          |
| -------------------- | -------------------- | -------------------- | -------------------- |
| 2015                 | Toronto (Canadá)     | Medalla de oro       | K4 1000 m            |
| 2019                 | Lima (Perú)          | Medalla de plata     | K4 500 m             |